# António Pereira Lopes de Berredo
António Pereira de Berredo (c. 1550 — c. 1614) foi um militar português, governador da Ilha da Madeira, capitão de Tânger, comendador de São João da Castanheira e São Gens de Arganil na Ordem de Cristo

## Fronteiro em Tânger
A primeira menção que encontramos de António Pereira dá-lo como fronteiro em Tânger: aí, em 2 de Julho de 1573, Rui de Sousa de Carvalho «ao sahir de casa acompanhado de trinta cavallos acudio ao rebate da tranqueira, chamada da Fome, onde se encontrou com dous mil cavalos, capitaneados pelos Alcaides Cid Albequerim Bentud de Arzila, e Cid-Azut Bentud de Alcacere, filhos de Cid Hamet Bentud, que levavão quasi vencidos aos fronteiros António Pereira de Berredo, que depois governou Tangere, e Thomé da Sylva.» Foi Rui de Sousa ao encontro, em que perderam a vida os capitães «Bento Rozeima, e a liberdade D. Antonio da Cunha ; ferido no rosto, e privado de hum olho D. Antonio Pereira, e fora cativo D. Diogo de Menezes, se o não salvara João de Ramos.»

## Alcácer-Quibir
Mais tarde António Pereira participou na batalha de Alcácer-Quibir, onde fora cativo. 
Participou também na Invencível Armada em 1588 "armada da perdição, onde fora cabo de dez galeras", como referem os cronistas.

## Governador da Madeira
António Pereira foi nomeado governador da Madeira por Filipe I em 1590. "Começou por todos os seus haveres terem sido tomados por corsários, pelo que os dois mil cruzados com que fora dotado para o governo não terem chegado para as despesas. Depois, chegado à fortaleza, descobriu que os soldados do presídio não eram pagos há mais de um ano, acabando por fazer face às suas necessidades com roubos à população e, consequentemente, pouco lhe obedecerem."

## Capitão de Tânger
Deixou o Governo da Madeira em 1594, e 5 anos mais tarde foi nomeado Capitão de Tânger. Tânger havia já oito anos que estava governado por Aires de Saldanha, nomeado agora Vice-rei da Índia. António Pereira chegou à Cidade em 22 de Agosto de 1599 e tomou «dahi a dous dias posse do governo [partindo] Ayres de Saldanha nas galés em que tinha vindo Antonio Pereira», diz-nos D. Fernando de Menezes, na sua História de Tânger. E continua :
«Tratou de se applicar com todo o cuidado às obrigaçoens de seu officio ; melhorou de armas os cavalleiros, e soldados, poz tudo em boa ordem para mostrar que não devia só à fortuna este lugar, (como alguns presumião) senão tambem a seu merecimento». Fernando de Menezes diz mais tarde a esse propósito que Antonio Pereira chegou ao governo «pelo favor de Miguel de Moura, a que seu pay o deixou encomendado, e de D. Christovão de Moura, que adquirio a graça delrey D. Filippe com a ruina, e sogeição de sua patria».
Logo no primeiro feito de armas, em que a preza «foi de muita importancia (...) o Capitão recolheo-a sem fazer partes aos que a ganharão, com geral queixa, por ser o premio incentivo da virtude, e estes exemplos mais prejudiciaes á reputação no principio do governo, além de que aos Capitaens só toca o quinto, que os Reys lhe concedem, o mais hé dos soldados, que o ganhão com trabalho, e perigo.»
Em 2 de Outubro de 1601 «travouse huma das mayores escaramuças que se havia visto havia muito tempo» : O Adail de Alcácer com trezentos de cavalo «tomou hum atalaya, e chegou até as tranqueiras. Acudio o Adail Diogo de Mendoça (...). Voltarão os mouros, seguios o Adail dandolhe o General calor com o resto da gente : mas parecendolhe que se hia empenhando, e o poder dos Mouros era mayor se veyo recolhendo ao chafaris do Almirante, ordenando ao Adail fizesse o mesmo aos vallos. No mesmo tempo investirão os Mouros por todas as partes, descubrindose dous mil de cavallo, seis centos escopeteiros da Alcacer, e Larache, e mais de dous mil Barbaros com béstas, e dardos. E como a mayor parte dos de pé sahirão da serra, e não acharão rezistencia por acudir a nossa gente à parte opposta donde era o rebate, chegarão até o Alcorão, que defendia Estevão de S. Martin, Capitão de valor, e da casa do general. A pezar do inimigo sustentou o posto, e dandolhe cargas de mosqueteria lhe fez grande damno ; mas como sem embargo dellas o chegarão a investir, com as espadas, e pedras se defenderão de maneira os nossos, que obrigarão a retirar os Mouros, deixando tres mortos, a fóra muitos que levarão feridos. Não estavão os mais nas outras partes ociosos, porque em todas se pelejava com igual furia, e os Mouros vinhão resolutos a ganhar os valos, mesturarse com os nossos, seguillos até as portas, degolando os, e entrar com elles na Cidade se lhe fosse possivel. Porém o general acudio a todas as partes com tanto valor, e prudencia, e deu tão boas ordens para o que se devia obrar, que não lograrão os Mouros nenhum intento : posto que chegarão a juntar nos valos as suas com as nossas Bandeiras, e durou esta profia da peleja mais de tres horas.» Ficaram cento e quarenta mouros mortos, e muitos feridos, e dos portugueses «hum soldado morto, e outro ferido». «Affirmase, que este mesmo dia (...) faltou do Porto de Santa Maria a Imagem de nossa Senhora, e se achou depois com o manto cheio de sangue ; o que podemos crer he, que de qualquer maneira assistio aos que pelejavão contra os inimigos da Fé de Seu Filho Santissimo, e que por sua intercessão alcançarão tão sinalada victoria»
Depois disso houve muitas escaramuças das quais os portugueses saíram vencedores, até que em Setembro de 1605, António Pereira tendo «a vizo que estava perto seu Successor, sahio ao campo, ordenou ao Adail [ Diogo Lopes de Mendonça ] mandasa aos Atalayas costas para os favorecer, e com ordem expressa de se não empenharem». Ora seis cavaleiros, vendo os mouros, atacaram-nos, e seguiram-nos. «A gente do Adail os quiz favorecer», contra a ordem deste, mas ele vendo seus homens atacar «para os recolher desceo da Abobada para o Palmarinho» e os outros pensando que vinha com eles, empenharam-se mais. Então «sahirão duzentos Mouros de cavallo, que achando os nossos com os cavallos cançados, poucos, e sem ordem, os carregarão, e seguirão, matando, e cativando». O contador de Tânger, André Dias da Franca, irmão de Belchior da Franca, tentou então de persuadir o general «que soccorresse os seus Cavalleiros com quem tinha alcançado tantas victorias, que os mouros erão poucos, e só com o verem abalar se porião em fugida», mas o general recusou de intervir. Tentou então André Dias de persuadir o Adail, mas obtendo o mesmo resultado, «trabalhou com alguns que o seguirão, de recolher os que se retiravão, e foy causa de se salvaram muitos, dando tambem alguma ajuda o adail.» Morreram sete portugueses e foram cativos cinco. «O General não mostrou sentimento por se mostrar severo na observancia das suas ordens (...). Deixallos perecer sem remedio às mãos dos Mouros, foy acção encontrada ao procedimento de hum tão grande Capitão, cujo animo não devia admitir affectos tão vulgares.»
Sucedeu-lhe Nuno de Mendonça, que tomou posse do governo em 22 de Setembro de 1605.

## Visitador das fortalezas do Norte de África
Em 1610, quando D. Afonso de Noronha governava Tânger, Marrocos estava em crise. O sultão Muley Xeque Almamune, filho de Amade Almançor, em guerra contra seus irmãos pediu ajuda a Filipe II, e em contrapartida cedia-lhe Larache, o que depois de várias tentativas, já no governo de Nuno de Mendonça têve efeito em  20 de Novembro de 1610, o que ocasionou uma crise ainda maior. Depois da sua morte, em Agosto de 1613, o país ficou mais socegado e o rei D. Filipe pensou que as praças marroquinas não necessitavam tanta guarnição. «Mandou ElRey Antonio Pereira Lopes de Berredo a visitar as Praças de Africa da Coroa de Portugal com ordem, e authoridade para reformar as despezas superfluas, e fazer observar os Regimentos antigos, e como desejava insinuarse na graça do Principe aceitou a commição, e se presume foy arbitrio seu esta diligencia. Chegou a Tangere, comunicou ao General as ordens, e o intento que trazia de diminuir o presidio, cortar a Cidade da porta do Campo, à porta do Mar, para que se pudesse com menos gente defender. Opozselhe o general (...). Mas como Antonio Pereira não disestia, começarão a haver entre huns e outros differenças, o Poco andava alterado, convertendo em odio, e aborrecimento o amor, e respeito que teve a Antonio Pereira em quanto os governou. Escreveo o General a ElRey, e aos Ministros sobre esta matéria (...). Em contrario escrevia o reformador (...).
Ouvindo ElRey humas, e outras razoens, e mandando-as consultar com as pessoas de mayor prudencia, e noticias, em particular com D. Francisco de Almeida, que tinha governado Tangere com tanta satisfação, conformando-se com seu parecer, resolveo, que se não alterasse o estado das cousas». Confuso Antonio Pereira conclui «a visita que tinha feito, de que deixou hum livro com muitas disposiçoens severas sobre a idade, e numero dos soldados, as casas, e familias dos generais, e outras materias conformes aos regimentos, e ordenanças antigas, que achou alteradas, se partio para Ceita, que tambem hia visitar, e sobrevindolhe huma tormenta, perdeo hum bergantim de dous que levava, em que se afogou a mayor parte da gente, e entre ella alguma da principal, que com lusimento o hia acompanhando. Depois de alguns dias, em que tratou da sua comição, se recolheu pouco satisfeito do fruto que tirara deste trabalho, e como era de espiritos generosos, foy tão efficaz o sentimento, que lhe acabou a vida»

## Dados genealógicos
Era filho de Ambrósio Lopes e de Maria Pereira, filha de Rui Pereira e Cecília Vieira.
Casou com D. Mariana de Portugal, filha de D. Rodrigo de Castro (filho de (Rodrigo de Castro, o Ombrinhos) e sua segunda mulher D. Cecília de Portugal, que era representante do ramo dos Portugal que descendia de Martinho de Portugal, embaixador a Clemente VII, bispo do Funchal e Primaz da Índia, e teve:
- Ambrósio Pereira de Berredo, comendador de São Mamede do Mogadouro na Ordem de Cristo e Almirante da Armada de Portugal, casado com Joana de Menezes, filha de Henrique Correia da Silva, 19º Governador das Armas do Reino do Algarve, e de D. Maria Violante de Castro, por sua vez filha de D. Antão Soares de Almada[13]
- D. Eliseu de Portugal, cónego da Santa Igreja Metropolitana de Lisboa
- Cecília de Portugal que casou com D. Francisco de Portugal (1585-1632), comendador de Fronteira, filho de D. Lucas de Portugal e de Antónia de Castro (da Silva) filha de D. Antão Soares de Almada.
- Catarina de Portugal casada com Miguel de Quadros e Távora
- Rui Pereira de Berredo.